# Квентін Массейс
Квентін Массейс (Квінтен Метсейс нід. Quentin Massijs, Quinten Matsys/Metsys; 10 вересня 1465 / 1466, Левен, Південний Брабант — 13 липня / 16 вересня 1530, Антверпен) — фламандський живописець. 
Прагнув до синтезу принципів нідерландського і італійського Відродження. Працював у Антверпені, писав великі вівтарні картини і жанрові сцени моралізуючого змісту, у яких виявився його інтерес до реальних життєвих засад — портретних характеристик, побутового оточення, пейзажного середовища. Мав великий вплив на нідерландських і німецьких майстрів XVI століття.

## Біографія

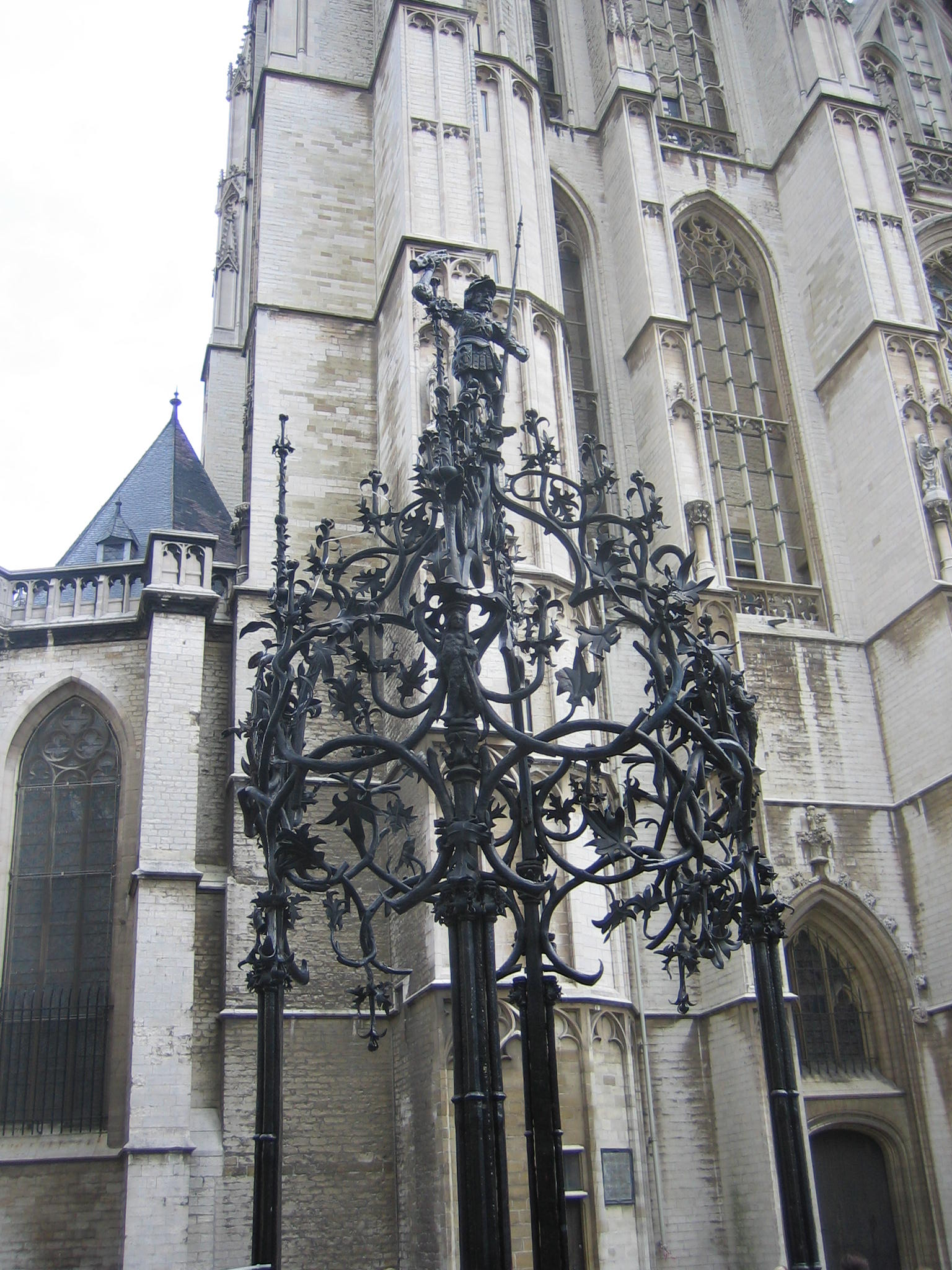
Фонтан Квентіна Массейса в Антверпені

Згідно з давньою традицією, Массейс спочатку пройшов навчання коваля у своєму рідному місті Левені. Перед собором Богоматері в Антверпені стоїть фонтан De put van Quinten Metsijs, чиї залізні оздоби приписують йому.
За легендою, Массейс закохався в доньку художника з Левена і сподівався, що його кохання буде взаємним, якщо він перейде до малярського ремесла. Інша версія менш поетична, але більш реалістична: батько Квентіна, Йоссе Массейс, був годинникарем і майстром-будівельником на муніципальній службі. Коли постало питання про спадкоємність, рішення прийняли на користь Йоссе, брата Квентіна. Квентін перейшов до малярства, тим більше, що важка хвороба унеможливила його подальшу роботу як коваля.
Під час навчання ковалем він уже навчився малювати. Немає жодних джерел, які б підтверджували, у кого Масейс отримав подальшу освіту живопису. Можна вважати, що власну манеру живопису він знайшов завдяки самоосвіті та ретельним спостереженням за натурою, чим і пояснюється його незалежний характер. Після того, як Массіс переїхав до Антверпена в 1491 році, він започаткував там свою професійну діяльність і був прийнятий до Гільдії Святого Луки.
Массейс спілкувався з багатьма відомими художниками свого часу. Під час своїх подорожей до Англії він, ймовірно, кілька разів зустрічав Ганса Гольбейна Молодшого. Альбрехт Дюрер відвідав його в Антверпені в 1520 році. Він став хрещеним батьком дітей Йоахіма Патініра, який, як вважають, зробив свій внесок у малювання тла деяких картин Массейса. Художником став і син Квентіна Массейса — Ян Массейс.
Масейс помер в Антверпені в 1530 році, ймовірно, від чуми. На його честь у листопаді 2002 року було названо астероїд (9569) Квентінмассейс.

## Родина
У 1492 році він одружився з Аліт ван Туйлт (пом. 1507). У подружжя було троє дітей: Квінтен, Павел і Кателійн. Після смерті першої дружини (1507) Квентін Массейс у 1508 році одружився з Катериною Гейн. Від неї у нього були такі діти: Ян, Корнеліс (який пізніше також став художником), Квінтен II, Марія, Губрехт, Авраам, Петернелла, Кателійн II, Сара та Сусанна.
Дочка його брата Йоссе, Катаріна, вийшла заміж за скульптора Жана Беярта. Обидва були засуджені інквізицією в 1543 році за читання Біблії. За це Катаріну заживо поховали перед ратушею в Левені, а Жана обезголовили.

## Особливості стилю
Його стиль схожий на стиль Дірка Баутса, який приніс до Левена ідеї Ганса Мемлінга та Рогіра ван дер Вейдена. Як і більшість ранніх фламандських художників, Массейс надавав перевагу оздобленню, бордюрам та орнаментам загалом.
Його можна охарактеризувати, зокрема, великою релігійністю, успадкованою від його попередників. До цього слід додати яскраво виражений реалізм, іноді в поєднанні зі схильністю до гротеску. За прикладом Ван дер Вейдена Массейс стежив за чіткістю контурів та приділяв увагу деталям, а від ван Ейка, Мемлінга та Дірка Баутса він перейняв світлове багатство кольорів. Особливо вражає збалансована композиція його картин.
Він є останнім в ряду так званих «фламандських примітивістів». В його останніх роботах вже можна знайти риси ренесансного стилю.

## Галерея

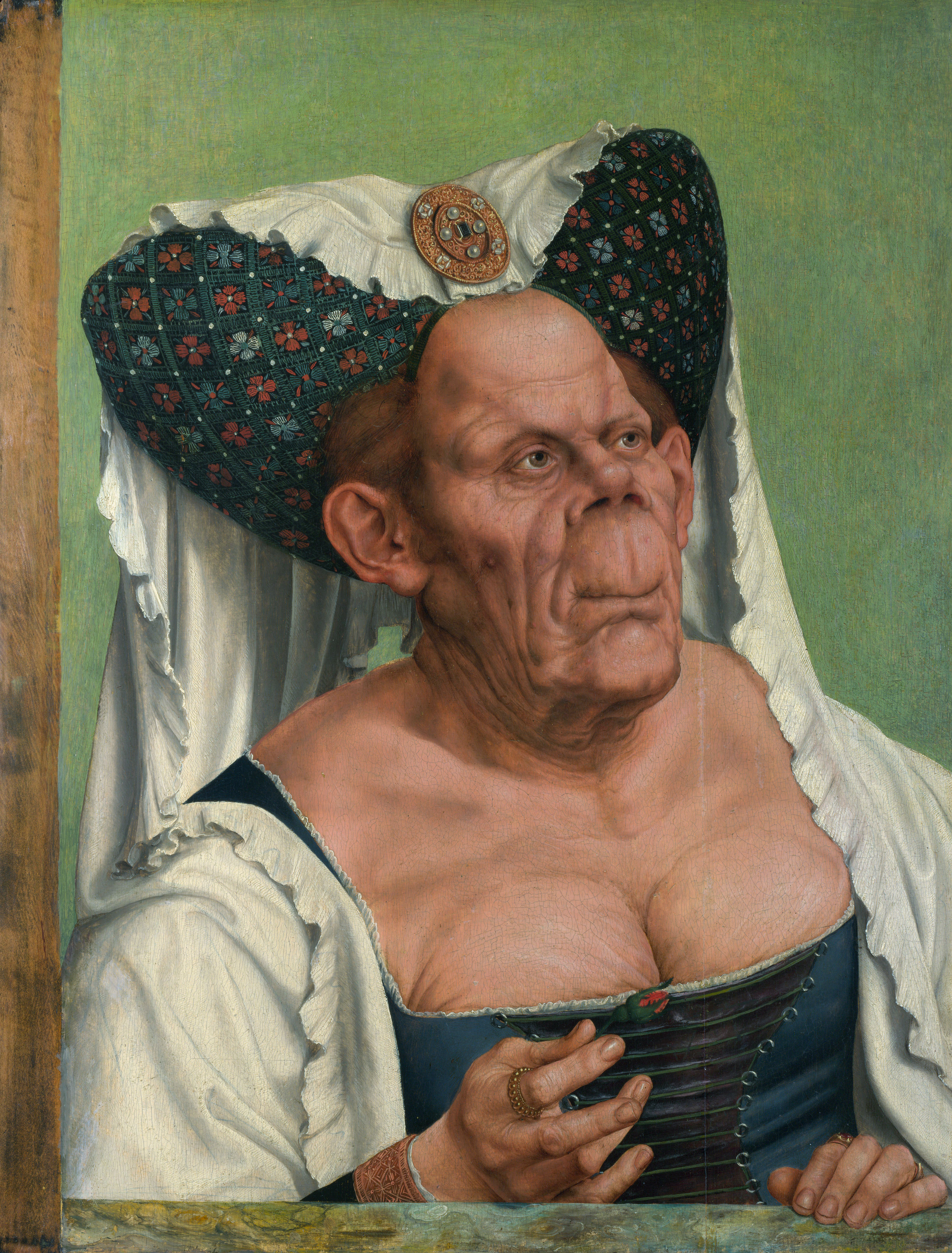
Потворна герцогиня. бл. 1513. Лондон
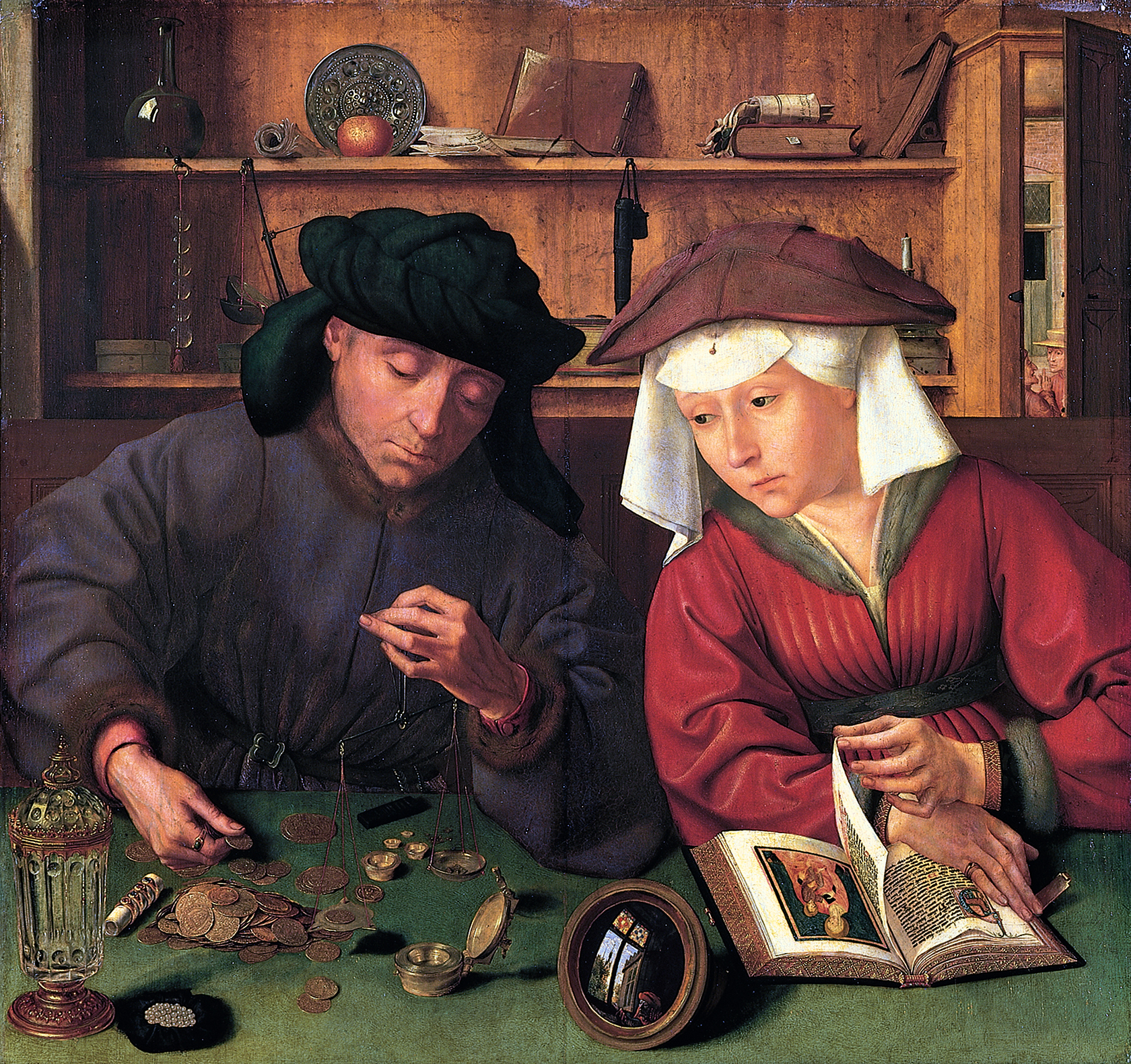
Лихвар із дружиною  (Міняйло з жінкою). бл. 1514. Лувр
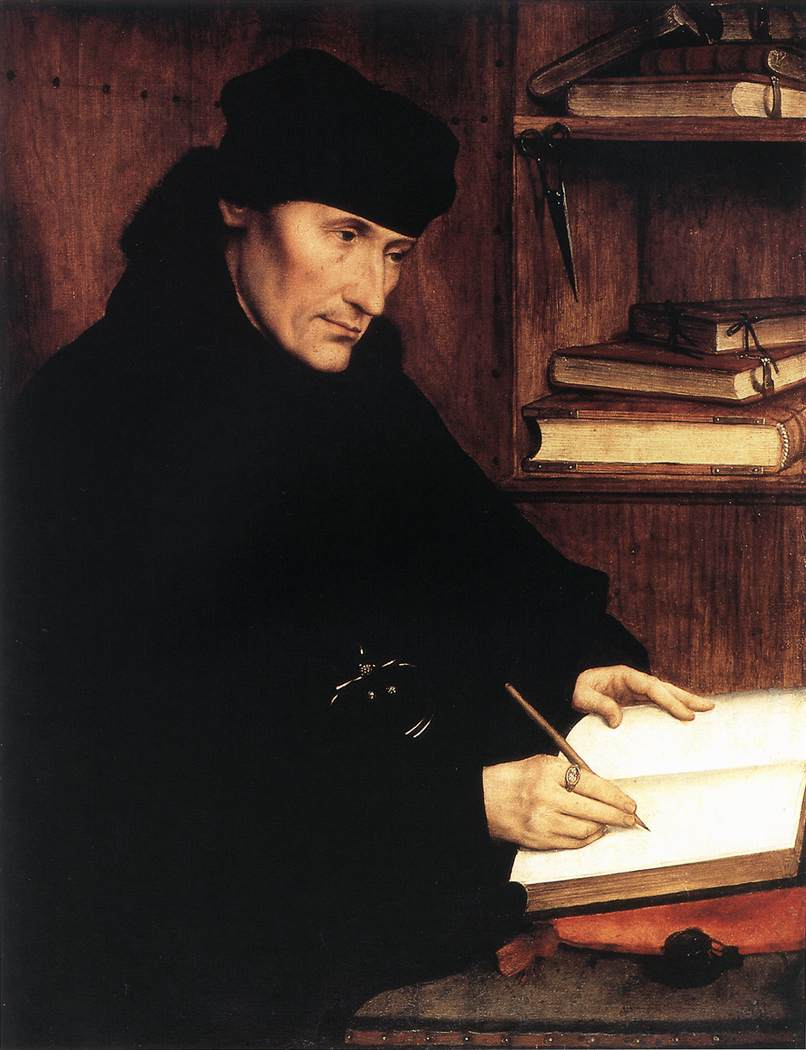
Еразм Роттердамський. 1515. Галерея Корсіні. Рим
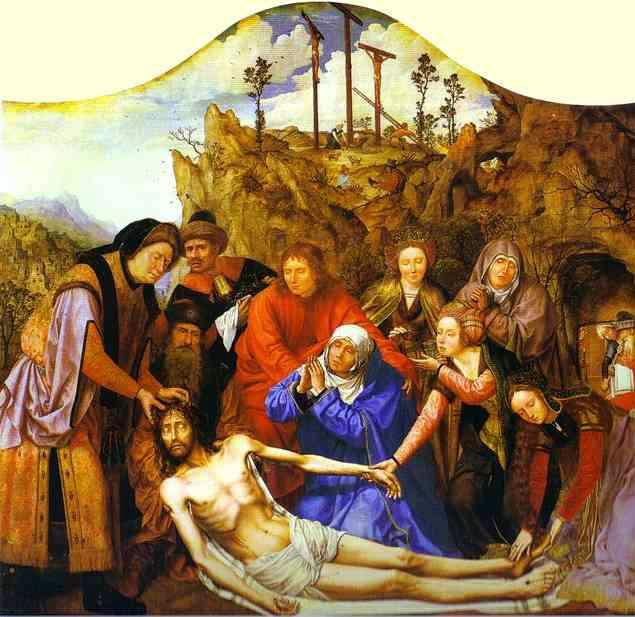
Оплакування (триптих гільдії червонодеревщиків). 1508-1511. Королівський музей витончених мистецтв. Антверпен
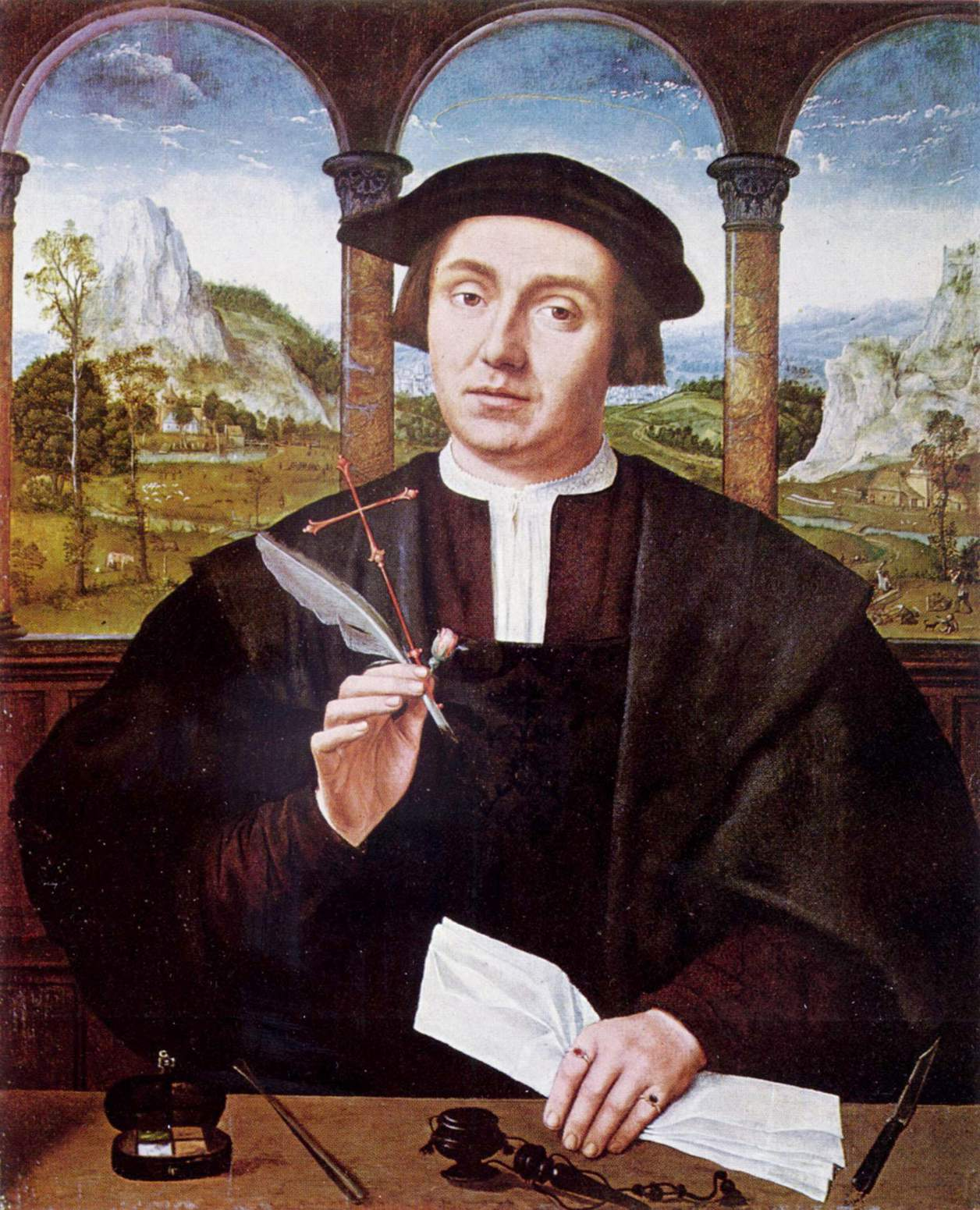
Портрет нотаріуса. 1-а третина XVI ст. Національна галерея Шотландії
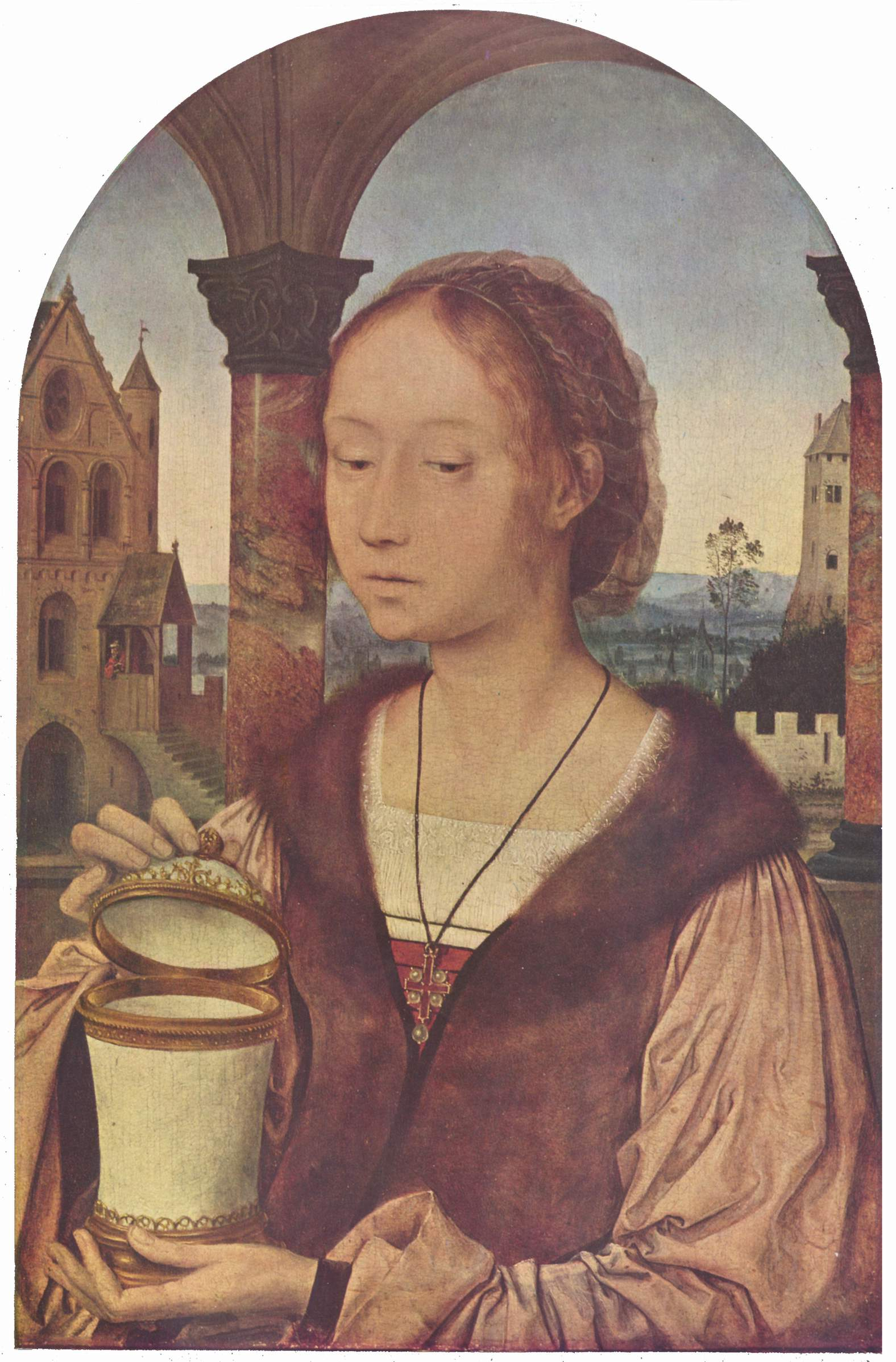
Св. Магдалена. бл. 1525.  Королівський музей витончених мистецтв. Антверпен
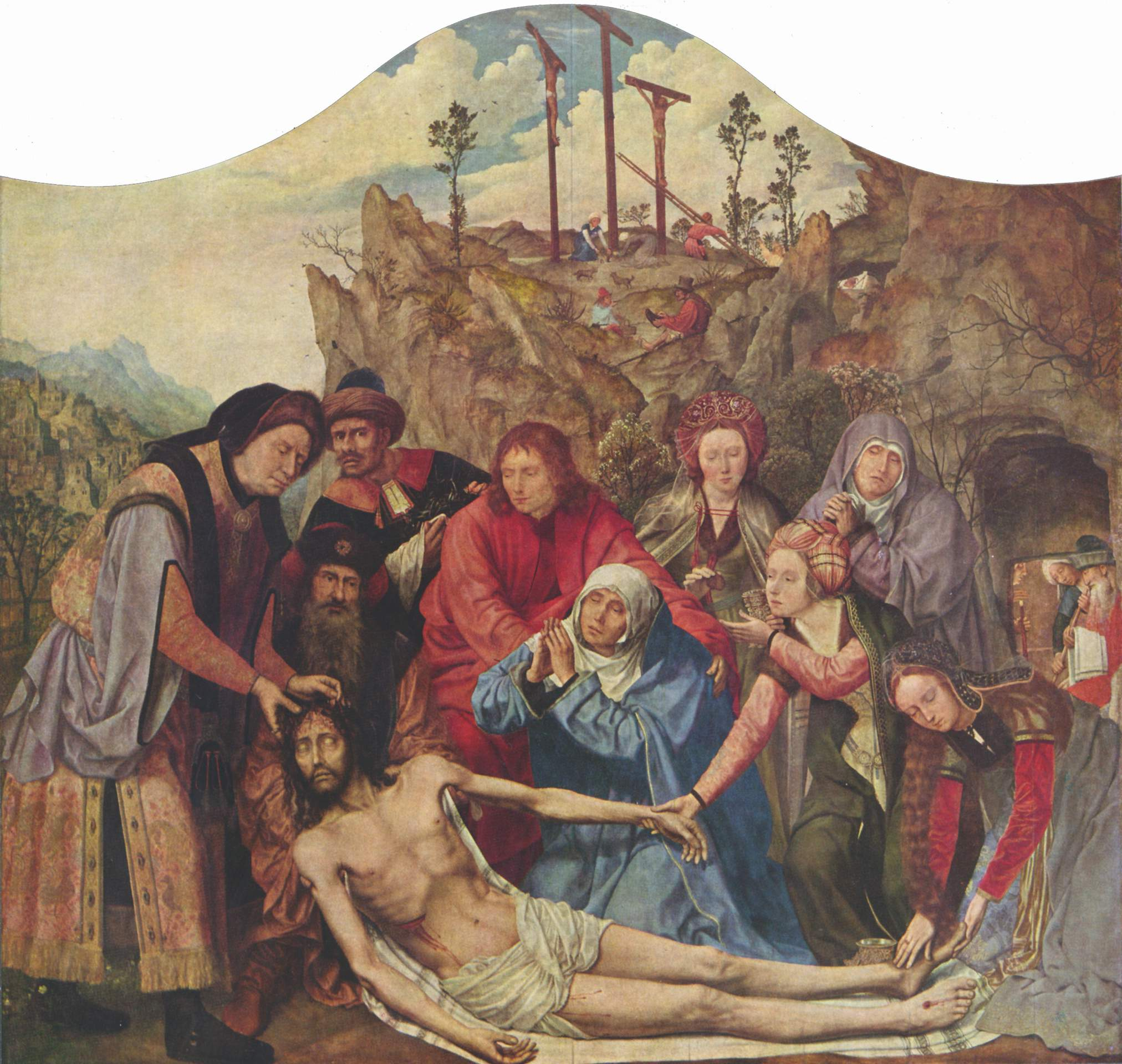
Положення в труну. 1511.  Королівський музей витончених мистецтв. Антверпен
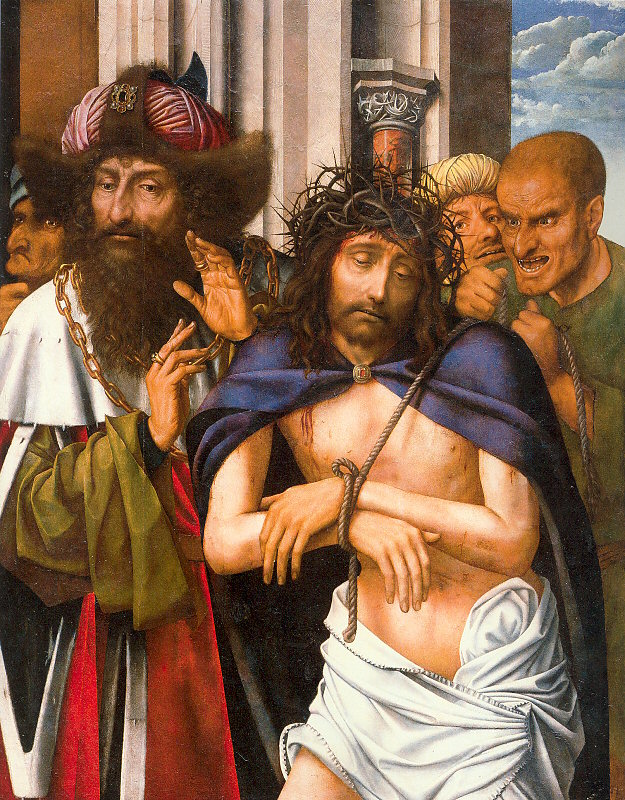
Ecce Homo. 1526. Палац дожів. Венеція